# Галсвинта
Галсвинта (Galswinthe, Gailswintha, Galsuintha, Galswintha, Galsuenda, Gaileswintha, Galswint; * 540, Толедо, Испания; † 567, Соасон, Франция) е франкска кралица от вестготски произход.

## Живот
Тя е дъщеря на вестготския крал в Испания Атанагилд и кралица Госвинта и по-голямата сестра на Брунхилда.
Нейната сестра Брунхилда се омъжва през 566 г. за франкския крал Сигиберт I от Австразия. След това братът и конкурентът на Сигиберт, крал Хилперих I от Неустрия, се обръща към Атанагилд и иска ръката на Галсвинта. Атанагилд се съгласява и изпраща дъщеря си в Неустрия. Бракът е сключен през 567 г. в Руан.
Галсвинта се чувства пренебрегната и неуважавана от съпруга си и се оплаква. Хилперих не желае да се раздели със своята конкубина Фредегунда. Скоро след сватбата Фредегунда нарежда убийството на Галсвинта. Хилперих издига след това Фредегунда в ранга на своята съпруга. От тази случка се развива доживотна омраза между Фредегунда и Брунхилда, което води до засилване на политическите противоречия между Хилперих и Сигиберт и допринася за избухването на меровингската братска война.
Поетът Венанций Фортунат написва по случай смъртта на Галсвинта трагичното стихотворение от 370 дистихи (строфи), Gelesvintha-Elegie.